# Jordi Solé

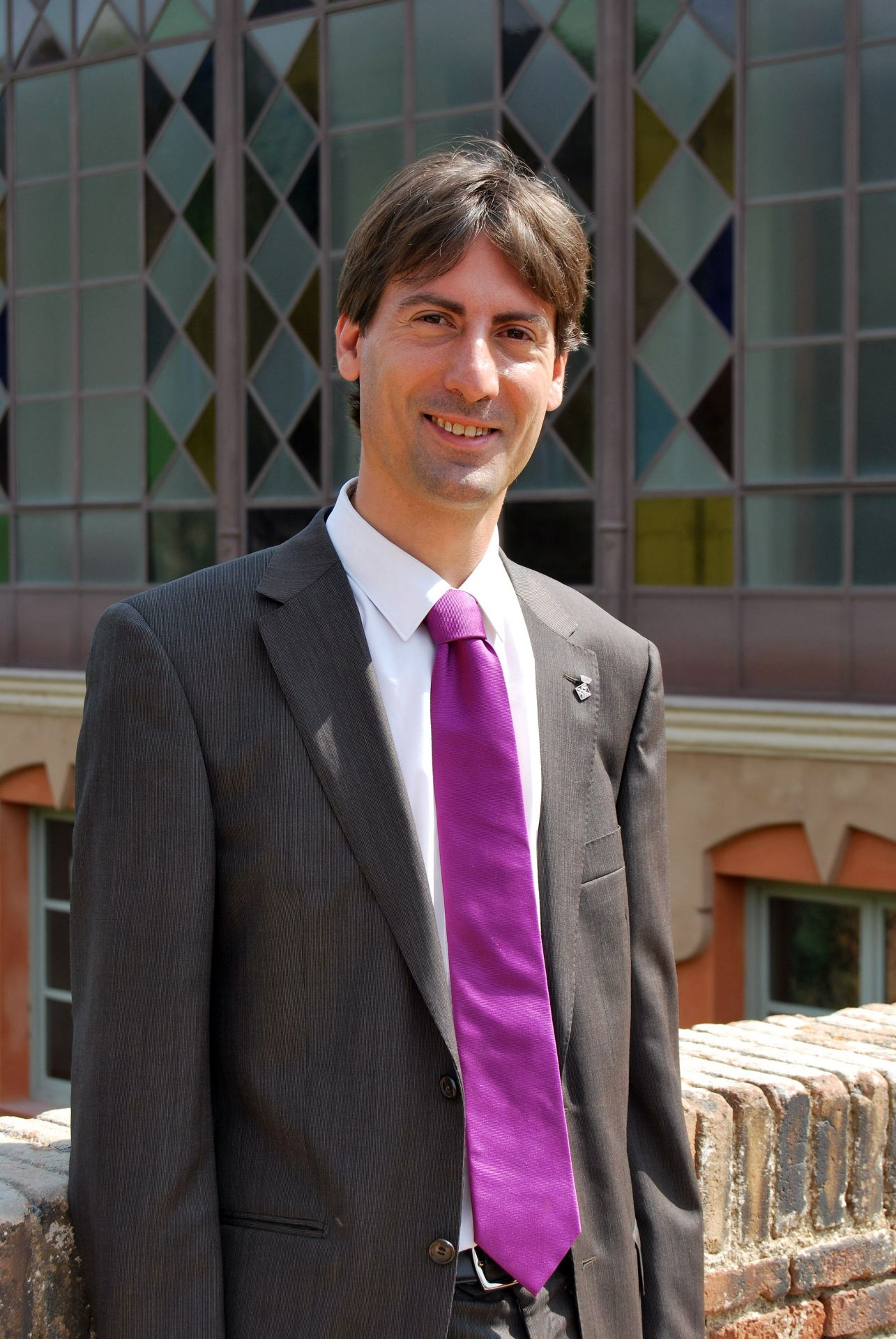

Jordi Solé i Ferrando (* 26. Oktober 1976 in Caldes de Montbui) ist ein katalanischer Politikwissenschaftler und Politiker.
Er war Bürgermeister von Caldes de Montbui (2007–2019), Mitglied des katalanischen Parlaments (2012–2015), Minister für auswärtige Angelegenheiten und der Europäischen Union der Regierung von Katalonien (2016) und Mitglied des Europäischen Parlaments (2017–2019). Er war auch Sekretär für institutionelle Beziehungen des ERC. Seit 3. Januar 2020 ist er wieder Mitglied des Europäischen Parlaments, er hat das Mandat von Oriol Junqueras übernommen.

## Biografie
Er schloss sein Studium der Politikwissenschaft an der autonomen Universität Barcelona ab und erweiterte seine Ausbildung mit einem Master in European Studies an der Europa-Universität Viadrina in Frankfurt (Oder). Diese Studien hat er als Berater der Abgeordneten der Esquerra Republicana de Catalunya (ERC) in die Praxis umgesetzt. Er war Berater des Sekretärs für Industrie und Unternehmen der Generalitat de Catalunya. Bei den Kommunalwahlen 2007 in Caldes de Montbui de Montbui leitete er die ERC-Liste und gewann am 16. Juni das Bürgermeisteramt. Später bekleidete er auch das Amt des Kreisrates. Er bestätigte das Bürgermeisteramt, diesmal mit absoluter Mehrheit, bei den Kommunalwahlen 2011 und später auch 2015.